# Beat Jost
Beat Jost (* 25. September 1954 in Obergesteln) ist ein Schweizer Gewerkschafter (Unia), Journalist und Walliser Politiker (SP).

## Leben
Beat Jost ist als zweites von vier Kindern der Bergbauernfamilie Wilhelm Jost und Gertrud Jost-Imwinkelried in der Gommer Gemeinde Obergesteln im Kanton Wallis aufgewachsen. Er besuchte während drei Jahren das Lehrerseminar in Sitten und trat 1972 als 18-Jähriger seine erste Stelle als Redaktionsvolontär beim Walliser Volksfreund an. Von 1978 bis 1983 war er Stagiaire und Redaktor des Walliser Bote in Brig, ab 1984 Redaktor der linken Walliser Oppositionszeitung Rote Anneliese. In dieser Zeit bereitete er zusammen mit Peter Bodenmann und einer Gruppe von aktiven Arbeitern der Lonza Visp den Aufbau der Gewerkschaft Textil-Chemie-Papier (GTCP) vor, die am 17. Dezember 1986 gegründet und innerhalb einiger Jahre zu einer Betriebsgruppe mit 800 Mitgliedern anwuchs. Von 1987 bis 1998 und von 1999 bis 2011 war Beat Jost leitender Gewerkschaftssekretär der GTCP- und späteren GBI-Betriebsgruppe Lonza. 1992 war er verantwortlicher Herausgeber und Redaktor der Aktionszeitung Dr Anti-Blocker in der im Vorfeld der Schweizer Volksabstimmung über den Beitritt zum EWR die tiefen Löhne in der Ems-Chemie, einem Unternehmen des SVP-Politikers und EWR- und EU-Gegner Christoph Blocher, enthüllt wurden. 1993 war Beat Jost Koordinator der Interessengemeinschaft IG Alu gegen die Schliessung der Aluminiumhütte der Alusuisse in Steg (VS) und gewerkschaftlicher Sachverständiger im Europäischen Betriebsrat (EBR) des Alusuisse-Lonza-Konzern. Von 1997 bis 2001 gehörte er dem Walliser Grossen Rat an. Von 2001 bis 2007 war er für die Ringier-Zeitungen Blick als Wirtschaftsredaktor und SonntagsBlick als Bundeshausredaktor tätig. 2008 war er Leiter Kommunikation der Mediengewerkschaft Commedia und von 2009 bis 2013 Leiter der Region Biel-Seeland / Kanton Solothurn der Gewerkschaft Unia. Von Anfang 2017 bis zu seinem Rücktritt aus gesundheitlichen Gründen per Ende August 2022 war er Gemeinderat und Gemeindepräsident von Albinen.
Beat Jost ist verheiratet und Vater von drei Kindern.

## Engagements
- Mitinitiant und Vorstandsmitglied der Bürgerbewegung Inns Obergoms – Initiative für eine Zukunft mit Zukunft (1983–1993)
- Präsident und Sekretär des Oberwalliser Gewerkschaftsbundes OGB (1986–1996)
- Mitinitiant und Koordinator der Interessengemeinschaft IG ALU gegen die Schliessung der Aluminiumhütte der Alusuisse in Steg (1992–1994)
- Vizepräsident der Parlamentarischen Untersuchungskommission (1999/2000)
- Präsident der SP Oberwallis (2008–2011)
- Mitinitiant der kantonalen Volksinitiativen „3500 Franken Mindestlohn“ (2008) und „Jede Stimme zählt“ (2010) sowie der Referenden „Gegen das Tourismusgesetz“ (2009) und „Alt & Arm im Wallis? Nein zur neuen Pflegesteuer!“ (2010–2014)
- Vorstandsmitglied des Vereins „Rottuweri“ Naters gegen die Kanalisierung des Rottens und den Bau einer Strassenbrücke in ein Wohnquartier (1990–1992)
- Sekretär des Fördervereins des Kultur- und Landwirtschaftsgutes Weiler Ammern bei Blitzingen (2013–2017)

## Arbeiten
- mit Sandro Brotz: CIA-Gefängnisse in Europa. Die Fax-Affäre und ihre Folgen. Mit einer Analyse von Dick Marty. Orell Füssli, Zürich 2006, ISBN 3-280-05196-7.
- Aktionszeitung Dr Anti Blocker 1992 über Christoph Blocher und die Löhne in der Ems-Chemie.[1]
- Aktionszeitungen montagsclick Lonza Visp / 2012.[3]